# Dolina spomenika (strip)
Dolina spomenika je epizoda Zagora objavljena u svesci #174. u izdanju Veselog četvrtka. Na kioscima u Srbiji se pojavila 3. juna 2021. Koštala je 270 din. (2,27 €; 2,65 $) Imala je 94 strane. Ovo je prvi deo duže epizode.

## Originalna epizoda
Originalna epizoda pod nazivom Monument valley objavljena je premijerno u #642. regularne edicije Zagora u izdanju Bonelija u Italiji 2. januara 2019. Epizodu je nacrtao Bane Kerac, a scenario napisao Moreno Burattini. Naslovnicu je nacrtao Alessandro Piccinelli. Koštala je 4,4 €.

## Kratak sadržaj
Prolog. Edgar Alan Po (tajno ime Rejven) stiže u Prirodnjački muzej u Filadelfiji u čijem podrumu se nalazi tajna baza „Drugde“. On rukovodiocima Džesiju i Robertsu priča svoj nedavni susret sa Zagorom, koji je tražio sastanak sa šefovima baze, jer je došao do informacija koje bi mogle da ih zanimaju.
Glavna priča. Zagor i Čiko se vraćaju u Darkvud. Prolazeći kroz Arizonsku pustinju nailaze na spaljena karavanska kola. Svi putnici su poubijani. U pećini nailaze na skrivenog ranjenika. To je Angus Makflaj, profesor starogrčkog jezika na Harvardskom univerzitetu. Radi se o naučnoj ekspediciji koju je organizovao fakultet. Angus priča da su ih iznenada napali indijanci, a da su oteli gospođu Šulc. Pljačkaši su odneli sva naučna dokumenta na starogrčkom jeziku. Zagoru je ovo čudno. Nakon što su se smestili u pećinu, Angus priča Zagoru i Čiku kako je došlo do ekspedicije. Njegove kolege sa Fakulteta došli su do starih spisa u kojima se nalaze podaci o lokaciji na koju je prebačen značajan deo Aleksandrijske biblioteke. Prebacivanje je naložila Hepatija, književnica, matematičarka i astronomkinja i jedna od organizatorski Aleksandrijske biblioteke. Profesori nagađaju da je Hepatija predvidela potpuno uništenje Biblioteke i zahtevala da se jedan deo prebaci preko okeana u današnju Ameriku. Ekspedicija je zapravo u potrazi za Bibliotekom koja je sada nalazi na američkom tlu. Pre nego što Angus Zagoru i Čiku otkrije još jednu važnu informaciju, Zagor otkriva da su opkoljeni indijancima. Nakon Zagorove intervencije, trojka uspeva da pobegne dublje u pećionu i stiže do pećinske reke.

## Inspiracije za epizodu
Radni naslov cele epizode je bio Misteriozni pueblo (tako se kasnije zvala sveska #176), ali je kasnije promenjen u Dolina spomenika. Kerac je objasnio da je ova priča “netipična za Zagora, i više je vrlo, vrlo klasičan vestern. Rezultat je moje želje da u scenariju obavezno bude pueblo, što je u stvari ostatak moje opčinjenosti Džerijem Springom u mladosti”.

## Raniji i kasniji rad za Bonelija
Kerac je i ranije radio za Bonelija. Nacrtao je nekoliko probnih tabli za Martija Misteriju i jednu epizodu Zone X, posebnog serijala, izdanka Marti Misterije. Ova epizoda nije prošla zapaženo, a ceo serijal se ugasio posle 40 brojeva. Kerac je 2015. godine uradio specijalnu epizodu Zagora pod nazivom Prošlost Džimija Gitare. U 2020. godine Kerac je objavio epizodu Dranki Dak na zadataku. U Srbiji je ova epizoda objavljena krajem 2021. godine.

## Prethodno pojavljivanje E. A. Poa i baze "Drugde"
Zagor se prethodni put sreo sa E. A. Poom i bazom "Drugde" u priči Monstrum iz Filadelfije (#138).

## Prethodna i naredna epizoda regularne serije
Prethodna sveska nosila je naslov Crne suze (#173), a naredna Pustinjska ekspedicija (#175).

## Reprize u Srbiji
Ova epizoda objavljena je kao deo kolekcionarskog izdanja pod nazivom Pueblo!, koji je Veseli četvrtak objavio 27.1.2022. Cena izdanja je bila 3.100 dinara (26,3 €). Imalo je preko 300 strana.